# アトラク＝ナクア (ゲーム)
『アトラク=ナクア』は、1997年12月18日にアリスソフトから発売された18禁ノベルアドベンチャーゲーム。本作はファンディスク『アリスの館4・5・6』の収録作品の一つだったが、人気を受けて2000年9月に単品で発売された。leafの『雫』、『痕』等の流れを汲む伝奇ヴィジュアルノベル。選択肢によって各登場人物の運命が激変するものの、大枠は一本道のシナリオであり、アリスソフトとしては珍しくゲーム性が薄い。

## 概要
『DiaboLiQuE 』と本作のどちらかを単品発売し、もう一方を『アリスの館4.5.6』に収録という形で企画された中編ビジュアルノベル。アリスソフトでは珍しく複数原画でなく原画が1人だったことや、ふみゃの心情や情景描写に重きを置いたシナリオで、統一感の取れた雰囲気の作品になった。
小説としては三人称多元形式に分類される。基本は主人公・初音の視点であるが、場合に応じてその他の登場人物の生活描写へも切り替わる。そのため、物語は狩る側と狩られる側、双方の視点で進行していく。
初音はあやかしの力で人間の心の隙間に付け入り、贄として人間の精気や肉体をすすり喰らうが、カニバリズムの直接的な映像表現は無い。また、主人公の性質上、それぞれの登場人物の生死を左右する残酷な選択をプレイヤーに幾度か迫ることになる。
タイトルがクトゥルフ神話の大蜘蛛アトラク=ナクアに由来すると誤解されることが多いが、本編とクトゥルフ神話に直接の関連性はない。企画やシナリオ執筆を担当したふみゃは、高橋葉介の漫画『夢幻紳士』の1エピソードから啓発されたと明言しており、そのエピソードの1コマに「Atlach=Nacha」と書かれた少女に擬態する蜘蛛のスケッチが登場する（ちなみに高橋葉介は、そのエピソード「蜘蛛」は特撮番組『ウルトラQ』の第9話「クモ男爵」から影響を受けたと語っている）。
その一方、本作における比良坂初音のキャラクターは日本のクトゥルフ作品におけるアトラク=ナクアの造形に大きな影響を与えており、『ANGEL FOYSON』『怪物王女』『這いよれ! ニャル子さん』などで擬人化されたアトラク=ナクアは、セーラー服を纏った長い黒髪の古風な美少女という、比良坂初音に対するオマージュ的なデザインとなっている。
ノベライズ版では主に前日談が描写され、『アリスの館4・5・6ガイドブック』には後日談の短編小説『系譜』が収録されている。
単品作品として発売されたバージョンでは、実兄妹であった登場人物が義兄妹に、舞台となる高校が学園に変わるなど、倫理上の理由から幾つかの変更が加えられている。また、本作のBGMのうち2曲がアルバム「アリスボーカルコレクション」企画により歌詞付きの曲としてリファインされた。

## ストーリー
女郎蜘蛛である主人公比良坂初音は、宿敵である銀（シロガネ）との戦いで傷ついた体を癒し、再び銀と対決するため、とある学園に巣を張る。
女生徒の一人として潜り込んだ彼女は、妖しの力によって人心を惑わせ、弄び、精を吸い、喰らっていった。
ある日、初音は不良達に輪姦されていたおとなしく気の弱い少女、深山奏子と出会う。彼女を気まぐれで助けた初音に、奏子は想いを寄せていく。
人を喰らう初音と、それを妨害する銀。邪悪な存在である初音と、聖職者を務める銀。一見、類型的な善悪対立の構図を匂わせる物語は、両者の全容が次第に明らかとなるにつれ、意外な展開を見せ始める。

## 登場キャラクター
比良坂初音（ひらさか はつね）
主人公の女学生。正体は400年の時を生きる女郎蜘蛛。宿敵である銀（シロガネ）との戦いで傷ついた体を癒す為に人間の姿に化けて八重坂高校に潜り込み、結界を張った。長い黒髪に切りそろえられた前髪と白い肌、赫い瞳を持ち、黒いセーラー服に身を包んでいる。性格はしとやかで妖艶で古風、そして残酷。
人の記憶を操作しているため、昼間は転校生として沙千保の教室で疑われずに生活している。再びシロガネと戦う力を蓄える為、使用されていない空き教室で標的となった贄を待つ。人の心の隙間につけ入り、傷を広げ苛み弄び犯し精気を啜り、喰らう。その一方で、100年ぶりに人里に降り立ったために世間知らずで、世間一般の常識からは大きくずれた行動をとることが多い。
深山奏子（みやま かなこ）
八重坂高校の一年生で資産家の娘。厳格な父やその命令を受けた使用人に行動を制限されている。不良達に輪姦され、脅されていたが、内気な性格と他人には相談できない事で世の中に絶望していた。八重坂高校に来た初音の気まぐれで不良達は惨殺され、結果として助かる。それ以来初音の正体を知りながらも、彼女を「姉様（ねえさま）」として慕うようになる。
高野沙千保（たかの さちほ）
八重坂高校の二年生で、初音のクラスメイト。お嬢様タイプの美少女。体が弱いが、穏やかで人の良い性格で、転校生である初音に対しても優しく接する。渡辺鷹弘とは幼馴染で恋人同士。
渡辺つぐみ（わたなべ つぐみ）
八重坂高校の一年生で水泳部に所属する、奏子のクラスメイト。明るく元気で人懐っこい。鷹弘の妹で沙千保とも仲が良い。
渡辺鷹弘（わたなべ たかひろ）
八重坂高校の二年生で剣道部の主将を務める生徒会長。真面目で物静かな性格をしており、正義感が強い。男子生徒は勿論、女子生徒にも人気がある。沙千保の幼馴染で恋人。つぐみの兄。
葛城和久（かつらぎ かずひさ）
八重坂高校の二年生で大阪からの転校生。明るいお調子者。生活態度は悪く、授業はしょっちゅうサボっている。奏子の事を気にしており、からかったりしてつきまとう。奏子には嫌がられつつも、同時に癒しにもなっている。
八神燐（やがみ りん）
八重坂高校の三年生で弓道部に所属する、八神神社の巫女。学園に不浄な空気を感じ、清めの儀式をしている。多少霊感がある為か初音のまやかしが効きにくい。
銀（シロガネ）
初音より強大な力を持つ宿敵で、僧の姿をとる。初音との戦いで負った傷を癒している。初音の結界により、今は八重坂高校にいる初音を見つけることも出来ず、結界内にも入れない。

## 音楽
曲数は少ないもののShadeによる和風かつアコースティック、退廃的で耽美な音楽がテキストと組み合わされている。 それまで使われなかった曲が一気に最終章で5曲まとめて使われるなど効果的に話を盛り上げる要素となっている。
- Information（ゲーム未使用曲）
- Red tint
- World
- Voluptuous lips
- Luring to insanity
- Calm time
- Weeping Cause
- Throwing into the banquet
- Running Clouds
- Passing moment
- Atlach_nacha～Going on～
- Atlach_nacha～Huge battle～
- Atlach_nacha～Adoption～
- Running Clouds (BGMフォーマット Box)
- Memorial day

## スタッフ
- 企画・原案：ふみゃ
- 原画・キャラクターデザイン：おにぎりくん
- シナリオ：ふみゃ
- 音楽：Shade
- 音声：なし

## 反響
本作は、主人公である比良坂初音がヒロインたちの運命をもてあそぶさまが人気を博し、女性ファンも多かった。

## 関連商品

### カードゲーム
Lycee
シルバーブリッツのトレーディングカードゲーム、Lyceeに参戦している。収録エキスパンションは、Alicesoft1.1など。